# DuckTales: The Quest for Gold
DuckTales: The Quest for Gold é um jogo de computador estilo plataforma desenvolvido pela Incredible Technologies, disponível para Amiga, Apple II, Commodore 64 e MS-DOS.